# Canale di Foxe
Il canale di Foxe (in inglese: Foxe Channel) è un braccio di mare del mare glaciale artico situato a nord del Canada.
Il canale mette in comunicazione il bacino di Foxe a nord con lo stretto di Hudson e a sud-est e con la baia di Hudson a sud.
A est è delimitato dalla penisola di Foxe dell'isola di Baffin e a ovest dall'isola di Southampton.
Ha un'ampiezza di circa 322 km, una lunghezza di circa 145 km e una profondità massima di 352 metri. Rimane bloccato dai ghiacci per la maggior parte dell'anno. Il canale è posto lungo il passaggio a nord-ovest e venne esplorato dal capitano inglese Luke Foxe da cui prende il nome.